# Lijst van rijksmonumenten in Utrecht (stad)/Twijnstraat
De stad Utrecht telt in totaal 1.402 inschrijvingen in het rijksmonumentenregister. De Twijnstraat en Twijnstraat aan de Werf in het centrum tellen 22 rijksmonumenten. Hieronder een overzicht.
| Object | Oorspronkelijke functie? | Bouwjaar                                      | Architect | Locatie                    | Coördinaten?                | Nr.?   | Afbeelding        |
| --- | ------------------------ | --------------------------------------------- | --------- | -------------------------- | --------------------------- | ------ | ----------------- |
| Pand van twee bouwlagen, nok loodrecht op de straat, markant gelegen als koppand van de bebouwing tussen de straat en de werf                                 | Werk-woonhuis            | middeleeuwen                                  |           | Twijnstraat 1              | 52° 5' 1" NB, 5° 7' 23" OL  | 450510 | Meer afbeeldingen |
| Middeleeuwse kelder, oorspronkelijk deel uitmakend van Twijnstraat 7                                                                                          | Woonhuis                 | middeleeuwen                                  |           | Twijnstraat aan de Werf 1C | 52° 5' 1" NB, 5° 7' 24" OL  | 450526 | Meer afbeeldingen |
| Gebouw met twee bouwlagen en een mansarde-kap loodrecht op de werf                                                                                            | Werk-woonhuis            | 18e eeuw                                      |           | Twijnstraat aan de Werf 1H | 52° 4' 60" NB, 5° 7' 23" OL | 450524 | Meer afbeeldingen |
| Pand van twee bouwlagen en een kap loodrecht op de werf | Werk-woonhuis            | vroeg 19e eeuw                                |           | Twijnstraat aan de Werf 1J | 52° 4' 60" NB, 5° 7' 23" OL | 450535 | Meer afbeeldingen |
| Pand met een mansardekap loodrecht op de werf | Werk-woonhuis            | 18e eeuw                                      |           | Twijnstraat aan de Werf 1K | 52° 4' 60" NB, 5° 7' 23" OL | 450525 | Meer afbeeldingen |
| Klein aan de werf gelegen achterhuis van Twijnstraat 45, bestaande uit een laag met kap                                                                       | Werk-woonhuis            | 18e eeuw                                      |           | Twijnstraat aan de Werf 5  | 52° 4' 58" NB, 5° 7' 22" OL | 450389 | Meer afbeeldingen |
| Pand met eenvoudige Lodewijk XVI - gevel, bestaande uit twee bouwlagen en een zadeldak met wolfseinden loodrecht op de straat                                 | Woonhuis                 | middeleeuwen                                  |           | Twijnstraat 6              | 52° 5' 1" NB, 5° 7' 24" OL  | 450511 | Meer afbeeldingen |
| Huis bestaande uit een voor- en een achterhuis | Woonhuis                 | middeleeuwen                                  |           | Twijnstraat 9              | 52° 5' 0" NB, 5° 7' 24" OL  | 450512 | Meer afbeeldingen |
| Rechterhelft van zeer breed huis met twee bouwlagen, een kelder en een zadeldak loodrecht op de straat                                                        | Woonhuis                 | 17e eeuw                                      |           | Twijnstraat 11             | 52° 5' 0" NB, 5° 7' 24" OL  | 450513 | Meer afbeeldingen |
| Rechterhelft van zeer breed huis met twee bouwlagen, een kelder en een zadeldak loodrecht op de straat                                                        | Woonhuis                 | 17e eeuw                                      |           | Twijnstraat 13             | 52° 4' 60" NB, 5° 7' 24" OL | 450514 | Meer afbeeldingen |
| Klein aan de werf gelegen achterhuis van Twijnstraat 47, bestaande uit een laag met kap                                                                       | Werk-woonhuis            | 17e eeuw                                      |           | Twijnstraat aan de Werf 6A | 52° 4' 58" NB, 5° 7' 22" OL | 450390 | Meer afbeeldingen |
| Pand van twee bouwlagen met kap met de nok loodrecht op de straat                                                                                             | Werk-woonhuis            | middeleeuwen                                  |           | Twijnstraat 12             | 52° 5' 0" NB, 5° 7' 25" OL  | 450515 | Meer afbeeldingen |
| Pand bestaande uit een diep huis aan de twijnstraat, met de kap loodrecht op de straat, en een dwars achterhuis dat achter de linker zijmuur doorloopt        | Woonhuis                 | middeleeuwen (kelder) 17e eeuw (aanbouw)      |           | Twijnstraat 14             | 52° 5' 1" NB, 5° 7' 25" OL  | 450516 | Meer afbeeldingen |
| Pand met twee bouwlagen, een kap loodrecht op de straat en een kelder                                                                                         | Werk-woonhuis            | middeleeuwen                                  |           | Twijnstraat 15A            | 52° 4' 60" NB, 5° 7' 24" OL | 450517 | Meer afbeeldingen |
| Pand met lijstgevel, bestaande uit een kelder, twee bouwlagen en een kap loodrecht op de straat                                                               | Woonhuis                 | middeleeuwen                                  |           | Twijnstraat 32             | 52° 4' 58" NB, 5° 7' 25" OL | 450391 | Meer afbeeldingen |
| Pand bestaand uit drie bouwlagen, gebouwd over de rondpoort, een oorspronkelijk middeleeuwse steeg die toegang geeft tot de werf                              | Woonhuis                 | tweede kwart 19e eeuw                         |           | Twijnstraat 35             | 52° 4' 59" NB, 5° 7' 24" OL | 450518 | Meer afbeeldingen |
| Hoekpand van twee bouwlagen met zadeldak loodrecht op de straat, met een voorschild aansluitend op de tot lijstgevel verlaagde voorgevel, met een moderne pui | Werk-woonhuis            | middeleeuwen                                  |           | Twijnstraat 48             | 52° 4' 57" NB, 5° 7' 26" OL | 450519 | Meer afbeeldingen |
| Hoekpand van momenteel drie bouwlagen, met zadeldak loodrecht op de straat en wolfseind voor, voorgevel met kroonlijst                                        | Werk-woonhuis            | eerste kwart 19e eeuw (pand) 1899 (winkelpui) |           | Twijnstraat 50             | 52° 4' 56" NB, 5° 7' 26" OL | 450520 | Meer afbeeldingen |
| Pand met halsgevel | Woonhuis                 | 1743                                          |           | Twijnstraat 53             | 52° 4' 57" NB, 5° 7' 23" OL | 18370  | Meer afbeeldingen |
| Groot pand met de nok loodrecht op de straat, bestaande uit twee bouwlagen en een kelder                                                                      | Woonhuis                 | middeleeuwen                                  |           | Twijnstraat 58             | 52° 4' 56" NB, 5° 7' 27" OL | 450521 | Meer afbeeldingen |
| Hoekpand van twee bouwlagen met zadeldak loodrecht op de straat en kelder                                                                                     | Werk-woonhuis            | middeleeuwen                                  |           | Twijnstraat 65             | 52° 4' 56" NB, 5° 7' 24" OL | 450522 | Meer afbeeldingen |
| Huis met een kelder, twee bouwlagen en een zadeldak loodrecht op de straat                                                                                    | Werk-woonhuis            | 17e eeuw                                      |           | Twijnstraat 67             | 52° 4' 56" NB, 5° 7' 25" OL | 450523 | Meer afbeeldingen |